# Italie aux Jeux olympiques d'été de 2016
L'Italie participe aux Jeux olympiques d'été de 2016 à Rio de Janeiro au Brésil du 5 août au 21 août. Il s'agit de sa 28e participation à des Jeux d'été. Elle égale le nombre de médailles obtenues lors de la précédente édition.
Le 18 juillet 2016 est annoncée la composition de cette équipe, répartie entre 28 disciplines : 308 athlètes sont initialement inscrits (le 27 juillet), ils deviendront 314 le 4 août 2016. Il y a une proportion de 47,81 % de femmes soit plus qu'à Londres 2012 (43,78 %). L'âge moyen est de 27,27 ans, un peu plus bas que lors de l'édition précédente (27,82 ans). Le plus ancien sportif est Giovanni Pellielo qui à 46 ans participe à ses 7es Jeux, un record, tandis que la plus jeune est la nageuse Sara Franceschi, 17 ans. La Lombardie est la région la plus représentée avec 43 sportifs. Daniele Lupo est choisi comme porte-drapeau lors de la cérémonie de clôture le 21 août 2016.

## Médaillés

### Médailles d'or
| Sport              | Discipline                          | Athlète(s)           | Performance    | Date    |
| Médailles d'or : 8 |                                     |                      |                |         |
| Cyclisme sur piste | Omnium masculin                     | Elia Viviani         |                | 15 août |
| Escrime            | Fleuret masculin individuel         | Daniele Garozzo      | 15-11          | 8 août  |
| Judo               | Moins de 66 kg hommes               | Fabio Basile         | ipon           | 7 août  |
| Natation           | 1 500 m nage libre masculin         | Gregorio Paltrinieri | 14 min 34 s 57 | 13 août |
| Tir                | Carabine à 10 m air comprimé hommes | Niccolò Campriani    | 206,1 pts (RO) | 8 août  |
| Tir                | Skeet femmes                        | Diana Bacosi         | 15-14          | 12 août |
| Tir                | Skeet hommes                        | Gabriele Rossetti    | 16-15          | 13 août |
| Tir                | Carabine à 50 m 3 positions hommes  | Niccolò Campriani    | 458,8 pts      | 14 août |

| Sport                   | Discipline                             | Athlète(s) | Performance     | Date    |
| Médailles d'argent : 12 |                                        | |                 |         |
| Beach-volley            | Tournoi masculin                       | Daniele Lupo Paolo Nicolai | 19-21 / 17-21   | 18 août |
| Escrime                 | Épée féminine individuelle             | Rossella Fiamingo | 13-15           | 6 août  |
| Escrime                 | Fleuret féminin individuel             | Elisa Di Francisca | 11-12           | 10 août |
| Escrime                 | Épée masculine par équipes             | Enrico Garozzo Marco Fichera Paolo Pizzo Andrea Santarelli | 31-45           | 14 août |
| Judo                    | Moins de 52 kg femmes                  | Odette Giuffrida | yuko            | 6 août  |
| Natation                | 10 km féminin                          | Rachele Bruni | 1 h 56 min 49 s | 15 août |
| Plongeon                | Tremplin à 3 mètres synchronisé femmes | Tania Cagnotto Francesca Dallapé | 313,83 pts      | 7 août  |
| Tir                     | Trap hommes                            | Giovanni Pellielo | 13-13           | 8 août  |
| Tir                     | Double trap hommes                     | Marco Innocenti | 24-26           | 10 août |
| Tir                     | Skeet femmes                           | Chiara Cainero | 14-15           | 12 août |
| Volley-ball             | Tournoi masculin                       | | 0-3             | 21 août |
| Water-polo              | Tournoi féminin                        | Rosaria Aiello Roberta Bianconi Aleksandra Cotti Tania Di Mario Giulia Emmolo Teresa Frassinetti Arianna Garibotti Giulia Gorlero Francesca Pomeri Elisa Queirolo Federica Radicchi Chiara Tabani Laura Teani | 5-12            | 19 août |

| Sport                   | Discipline                  | Athlète(s) | Performance     | Date    |
| Médailles de bronze : 8 |                             | |                 |         |
| Aviron                  | Deux sans barreur masculin  | Giovanni Abagnale Marco Di Costanzo | 7 min 4 s 52    | 11 août |
| Aviron                  | Quatre sans barreur         | Domenico Montrone Matteo Castaldo Matteo Lodo Giuseppe Vicino | 6 min 3 s 85    | 12 août |
| Cyclisme sur route      | Course en ligne féminine    | Elisa Longo Borghini | 3 h 51 min 27 s | 7 août  |
| Lutte                   | Moins de 65 kg hommes       | Frank Chamizo | 3-1             | 21 août |
| Natation                | 400 m nage libre masculin   | Gabriele Detti | 3 min 43 s 49   | 6 août  |
| Natation                | 1 500 m nage libre masculin | Gabriele Detti | 14 min 40 s 00  | 13 août |
| Plongeon                | Tremplin à 3 mètres femmes  | Tania Cagnotto | 372,80 pts      | 14 août |
| Water-polo              | Tournoi masculin            | Matteo Aicardi Michaël Bodegas Marco Del Lungo Francesco Di Fulvio Pietro Figlioli Andrea Fondelli Valentino Gallo Niccolò Gitto Alessandro Nora Christian Presciutti Nicholas Presciutti Stefano Tempesti Alessandro Velotto | 12-10           | 20 août |

| Sport              |   |    |   | Total |
| Tir                | 4 | 3  | 0 | 7     |
| Escrime            | 1 | 3  | 0 | 4     |
| Judo               | 1 | 1  | 0 | 2     |
| Natation           | 1 | 1  | 2 | 4     |
| Cyclisme sur piste | 1 | 0  | 0 | 1     |
| Plongeon           | 0 | 1  | 1 | 2     |
| Water-polo         | 0 | 1  | 1 | 2     |
| Beach-volley       | 0 | 1  | 0 | 1     |
| Volley-ball        | 0 | 1  | 0 | 1     |
| Aviron             | 0 | 0  | 2 | 2     |
| Cyclisme sur route | 0 | 0  | 1 | 1     |
| Lutte              | 0 | 0  | 1 | 1     |
| Total              | 8 | 12 | 8 | 28    |

| Jour    |   |   |   | Total |
| 6 août  | 0 | 1 | 1 | 2     |
| 7 août  | 2 | 2 | 1 | 5     |
| 8 août  | 1 | 1 | 0 | 2     |
| 9 août  | 0 | 0 | 0 | 0     |
| 10 août | 0 | 2 | 0 | 2     |
| 11 août | 0 | 0 | 1 | 1     |
| 12 août | 1 | 1 | 1 | 3     |
| 13 août | 2 | 0 | 1 | 3     |
| 14 août | 1 | 1 | 1 | 3     |
| 15 août | 1 | 1 | 0 | 2     |
| 16 août | 0 | 0 | 0 | 0     |
| 17 août | 0 | 0 | 0 | 0     |
| 18 août | 0 | 1 | 0 | 1     |
| 19 août | 0 | 1 | 0 | 1     |
| 20 août | 0 | 0 | 1 | 1     |
| 21 août | 0 | 1 | 1 | 2     |

## Participation
| La liste suivante comprend tous les sélectionnés italiens. Les remplaçants en escrime ne sont pas comptés : \| Sport \| Hommes \| Femmes \| Total \| \| --------------------- \| ------ \| ------ \| ----- \| \| Athlétisme \| 15 \| 23 \| 38 \| \| Aviron \| 22 \| 4 \| 26 \| \| Badminton \| 0 \| 1 \| 1 \| \| Boxe \| 6 \| 1 \| 7 \| \| Canoë-kayak \| 7 \| 1 \| 8 \| \| Cyclisme \| 13 \| 9 \| 22 \| \| Équitation \| 4 \| 2 \| 6 \| \| Escrime \| 8 \| 6 \| 14 \| \| Golf \| 2 \| 2 \| 4 \| \| Gymnastique \| 1 \| 11 \| 12 \| \| Haltérophilie \| 1 \| 1 \| 2 \| \| Judo \| 3 \| 3 \| 6 \| \| Lutte \| 2 \| 0 \| 2 \| \| Natation \| 20 \| 18 \| 38 \| \| Natation synchronisée \| — \| 9 \| 9 \| \| Pentathlon moderne \| 2 \| 2 \| 4 \| \| Plongeon \| 4 \| 4 \| 8 \| \| Tennis \| 4 \| 3 \| 7 \| \| Tir \| 10 \| 4 \| 14 \| \| Tir à l'arc \| 3 \| 3 \| 6 \| \| Triathlon \| 2 \| 2 \| 4 \| \| Voile \| 6 \| 7 \| 13 \| \| Volley-ball \| 16 \| 14 \| 30 \| \| Water-polo \| 13 \| 13 \| 26 \| \| Total \| 164 \| 144 \| 308 \| |        |        |       |
| Sport | Hommes | Femmes | Total |
| Athlétisme | 15     | 23     | 38    |
| Aviron | 22     | 4      | 26    |
| Badminton | 0      | 1      | 1     |
| Boxe | 6      | 1      | 7     |
| Canoë-kayak | 7      | 1      | 8     |
| Cyclisme | 13     | 9      | 22    |
| Équitation | 4      | 2      | 6     |
| Escrime | 8      | 6      | 14    |
| Golf | 2      | 2      | 4     |
| Gymnastique | 1      | 11     | 12    |
| Haltérophilie | 1      | 1      | 2     |
| Judo | 3      | 3      | 6     |
| Lutte | 2      | 0      | 2     |
| Natation | 20     | 18     | 38    |
| Natation synchronisée | —      | 9      | 9     |
| Pentathlon moderne | 2      | 2      | 4     |
| Plongeon | 4      | 4      | 8     |
| Tennis | 4      | 3      | 7     |
| Tir | 10     | 4      | 14    |
| Tir à l'arc | 3      | 3      | 6     |
| Triathlon | 2      | 2      | 4     |
| Voile | 6      | 7      | 13    |
| Volley-ball | 16     | 14     | 30    |
| Water-polo | 13     | 13     | 26    |
| Total | 164    | 144    | 308   |

L'Italie est absente des sports d'équipe suivants : basket-ball, football, handball, hockey sur gazon et rugby à 7. Elle n'a aucun qualifié en taekwondo et en tennis de table. Dix-neuf Italiens sont nés à l'étranger et ont été naturalisés, tandis que cinq Azzurri ont des parents étrangers. Seule la région du Molise n'est pas représentée. Les plus grands sont Matteo Piano, 2,09 m et Anna Danesi, 1,95 m, tous deux volleyeurs. Les plus petits sont Stefano La Rosa, 1,65 m, chez les hommes, ainsi que Vanessa Ferrari et Elisa Meneghini, 1,46 cm, toutes deux gymnastes. Simone Sabbioni, 19 ans est le plus jeune et Catherine Bertone la plus âgée.

## Athlétisme
En avril 2016, le CONI annonce une première liste de 16 athlètes qualifiés individuellement ayant réalisé les minima : Eleonora Giorgi, Libania Grenot, Gloria Hooper, Anna Incerti, Antonella Palmisano, Yadisleidy Pedroso, Elisa Rigaudo, Valeria Straneo, Alessia Trost, Marco De Luca, Fabrizio Donato, Marco Fassinotti, Daniele Meucci, Ruggero Pertile, Gianmarco Tamberi et Silvano Chesani. Veronica Inglese réalise en mai 2016 le minima du 10 000 m. Sur 50 km marche, l'équipe italienne championne du monde 2016 comprend Alex Schwazer, Marco De Luca et Teodorico Caporaso. En juin 2016, s'ajoutent Desirée Rossit, Valeria Straneo, Yusneysi Santiusti, Marzia Caravelli, Matteo Giupponi, puis lors des Championnats nationaux italiens, Matteo Galvan, Dariya Derkach et Ayomide Folorunso.
Une liste, non définitive, est communiquée le 14 juillet 2016, elle comprenait au moins 36 athlètes (15 hommes et 21 femmes) choisis par la FIDAL et le CONI, avec notamment les deux capitaines de l'équipe aux Championnats d'Europe à Amsterdam, Tamberi et Grenot. Pedroso devait passer un test. Fassinotti, blessé, n'est finalement pas retenu. Cinq autres athlètes auraient pu être ajoutés si des tests de vérification avaient été concluants d'ici le 17 juillet : ceux qui auraient pu être retenus sont : Marco Lingua, Margherita Magnani, Chiara Rosa, Sonia Malavisi et Fabrizio Schembri. Finalement n'en sont retenus le 18 juillet que trois sur ces cinq : Lingua, Magnani et Malavisi. Schwazer, actuellement sous le coup d'une suspension, qui est inscrit sub judice, en est exclu sauf recours du TAS. Yuri Floriani, puis Bamoussa ont été repêchés par l'IAAF en raison du target number (quota). Chesani et Pedroso, sélectionnés, sont mis sous observation : ils ne participeront aux épreuves des Jeux que s'ils retrouvent leur meilleure forme. Un seul relais, celui du 4 x 400 m féminin, est qualifié tandis que les deux relais du 4 x 100 m font partie des premières équipes non qualifiées.
- 200 m Eseosa Desalu, Davide Manenti
- 200 m, 400 m Matteo Galvan
- 800 m, Giordano Benedetti
- 3 000 m steeple, Jamel Chatbi[4], Yuri Floriani, Abdoullah Bamoussa[5]
- Hauteur, Silvano Chesani, Gianmarco Tamberi[6]
- Triple, Fabrizio Donato
- Marteau, Marco Lingua
- 20 km marche, Matteo Giupponi
- 50 km marche, Marco De Luca, Matteo Giupponi, Teodorico Caporaso
- Marathon, Stefano La Rosa, Daniele Meucci, Ruggero Pertile

- 200 m Gloria Hooper
- 400 m Maria Benedicta Chigbolu, Libania Grenot
- 4 x 400 m, Chiara Bazzoni, Elena Maria Bonfanti, Marta Milani, Maria Enrica Spacca
- 800 m, Yusneysi Santiusti
- 1 500 m, Margherita Magnani
- 10 000 m, Veronica Inglese
- 400 m haies, Marzia Caravelli, Ayomide Folorunso, Yadisleidy Pedroso
- Hauteur, Desirée Rossit, Alessia Trost
- Perche, Sonia Malavisi
- Triple, Dariya Derkach
- 20 km marche, Eleonora Giorgi, Antonella Palmisano, Elisa Rigaudo
- Marathon, Catherine Bertone, Anna Incerti, Valeria Straneo

| Athlètes           | Compétitions         | Série         | Série | Demi-Finales  | Demi-Finales | Finale          | Finale  |
| ------------------ | -------------------- | ------------- | ----- | ------------- | ------------ | --------------- | ------- |
| Athlètes           | Compétitions         | Temps         | Rang  | Temps         | Rang         | Temps           | Rang    |
| Matteo Galvan      | 200 mètres           | 20 s 58       | 2e    | 20 s 88       | 8e           | Eliminé         | Eliminé |
| Eseosa Desalu      | 200 mètres           | 20 s 65       | 5e    | Eliminé       | Eliminé      | Eliminé         | Eliminé |
| Davide Manenti     | 200 mètres           | 20 s 51       | 4e    | Eliminé       | Eliminé      | Eliminé         | Eliminé |
| Matteo Galvan      | 400 mètres           | 46 s 07       | 4e    | Eliminé       | Eliminé      | Eliminé         | Eliminé |
| Giordano Benedetti | 800 mètres           | 1 min 49 s 40 | 3e    | 1 min 46 s 41 | 6e           | Eliminé         | Eliminé |
| Ruggero Pertile    | Marathon             | NC            | NC    | NC            | NC           | 2 h 17 min 30 s | 38e     |
| Stefano La Rosa    | Marathon             | NC            | NC    | NC            | NC           | 2 h 18 min 57 s | 57e     |
| Daniele Meucci     | Marathon             | NC            | NC    | NC            | NC           | DNF             | /       |
| Yuri Floriani      | 3 000 mètres steeple | 8 min 40 s 80 | 10e   | NC            | NC           | Eliminé         | Eliminé |
| Abdoullah Bamoussa | 3 000 mètres steeple | 8 min 42 s 81 | 12e   | NC            | NC           | Eliminé         | Eliminé |
| Matteo Giupponi    | 20 km marche         | NC            | NC    | NC            | NC           | 1 h 20 min 27 s | 8e      |
| Marco De Luca      | 50 km marche         | NC            | NC    | NC            | NC           | 3 h 54 min 40 s | 21e     |
| Matteo Giupponi    | 50 km marche         | NC            | NC    | NC            | NC           | DNF             | /       |
| Teodorico Caporaso | 50 km marche         | NC            | NC    | NC            | NC           | DSQ             | /       |

### Concours
| Athlètes        | Compétitions      | Série    | Série | Finale   | Finale  |
| --------------- | ----------------- | -------- | ----- | -------- | ------- |
| Athlètes        | Compétitions      | Résultat | Rang  | Résultat | Rang    |
| Silvano Chesani | Saut en hauteur   | 2,22 m   | 33e   | Eliminé  | Eliminé |
| Fabrizio Donato | Triple saut       | 16,54 m  | 17e   | Eliminé  | Eliminé |
| Marco Lingua    | Lancer du marteau | NM       | /     | Eliminé  | Eliminé |

### Femme

#### Course
| Athlètes                                                                      | Compétitions          | Série   | Série | Demi-finales | Demi-finales | Finale   | Finale  |
| ----------------------------------------------------------------------------- | --------------------- | ------- | ----- | ------------ | ------------ | -------- | ------- |
| Athlètes                                                                      | Compétitions          | Temps   | Rang  | Temps        | Rang         | Temps    | Rang    |
| Gloria Hooper                                                                 | 200 mètres            | 23 s 05 | 6e    | Eliminé      | Eliminé      | Eliminé  | Eliminé |
| Libania Grenot                                                                | 400 mètres            | 51 s 17 | 2e    | 50 s 60      | 3e           | 51 s 25  | 7e      |
| Maria Benedicta Chigbolu                                                      | 400 mètres            | 52 s 06 | 3e    | Eliminé      | Eliminé      | Eliminé  | Eliminé |
| Yusneysi Santiusti                                                            | 800 mètres            | 2:00.45 | 2e    | 2:00.80      | 7e           | Eliminé  | Eliminé |
| Margherita Magnani                                                            | 1 500 mètres          | 4:09.74 | 11e   | Eliminé      | Eliminé      | Eliminé  | Eliminé |
| Veronica Inglese                                                              | 10 000 mètres         | NC      | NC    | NC           | NC           | 32:11.67 | 30e     |
| Valeria Straneo                                                               | Marathon              | NC      | NC    | NC           | NC           | 2:29:44  | 13e     |
| Catherine Bertone                                                             | Marathon              | NC      | NC    | NC           | NC           | 2:33:29  | 25e     |
| Anna Incerti                                                                  | Marathon              | NC      | NC    | NC           | NC           | DNF      | /       |
| Ayomide Folorunso                                                             | 400 mètres haies      | 55.78   | 3e    | 56.37        | 7e           | Eliminé  | Eliminé |
| Yadisleidy Pedroso                                                            | 400 mètres haies      | 55.91   | 4e    | 55.78        | 5e           | Eliminé  | Eliminé |
| Marzia Caravelli                                                              | 400 mètres haies      | 57.77   | 6e    | Eliminé      | Eliminé      | Eliminé  | Eliminé |
| Maria Benedicta Chigbolu Maria Enrica Spacca Ayomide Folorunso Libania Grenot | Relais 4 × 400 mètres | 3:25.16 | 4e    | NC           | NC           | 3:27.05  | 5e      |
| Antonella Palmisano                                                           | 20 km marche          | NC      | NC    | NC           | NC           | 1:29:03  | 4e      |
| Elisa Rigaudo                                                                 | 20 km marche          | NC      | NC    | NC           | NC           | 1:31:04  | 11e     |
| Eleonora Giorgi                                                               | 20 km marche          | NC      | NC    | NC           | NC           | DSQ      | /       |

## Aviron
Légende: FA = finale A (médaille) ; FB = finale B (pas de médaille) ; FC = finale C (pas de médaille) ; FD = finale D (pas de médaille) ; FE = finale E (pas de médaille) ; FF = finale F (pas de médaille) ; SA/B = demi-finales A/B ; SC/D = demi-finales C/D ; SE/F = demi-finales E/F ; QF = quarts de finale; R= repêchage
Hommes
| Athlète | Compétition                      | Séries        | Séries | Repêchage     | Repêchage | Demi-finales  | Demi-finales | Finale        | Finale                              |
| Athlète | Compétition                      | Temps         | Rang   | Temps         | Rang      | Temps         | Rang         | Temps         | Rang                                |
| --- | -------------------------------- | ------------- | ------ | ------------- | --------- | ------------- | ------------ | ------------- | ----------------------------------- |
| Giovanni Abagnale Marco Di Costanzo | Deux sans barreur                | 6 min 46 s 04 | 2 SA/B | Exempt        | Exempt    | 6 min 24 s 96 | 1 FA         | 7 min 04 s 52 | Médaille de bronze, Jeux olympiques |
| Romano Battisti Francesco Fossi | Deux de couple                   | 6 min 42 s 33 | 3 SA/B | Exempt        | Exempt    | 6 min 15 s 24 | 2 FA         | 6 min 57 s 10 | 4                                   |
| Marcello Miani Andrea Micheletti | Deux de couple poids légers      | 6 min 24 s 10 | 2 SA/B | Exempt        | Exempt    | 6 min 40 s 45 | 4 FB         | 6 min 29 s 52 | 8                                   |
| Matteo Castaldo Matteo Lodo Domenico Montrone Giuseppe Vicino                                                                                             | Quatre sans barreur              | 5 min 56 s 01 | 1 SA/B | Exempt        | Exempt    | 6 min 16 s 54 | 3 FA         | 6 min 03 s 85 | Médaille de bronze, Jeux olympiques |
| Martino Goretti Livio La Padula Stefano Oppo Pietro Ruta                                                                                                  | Quatre sans barreur poids légers | 6 min 03 s 26 | 1 SA/B | Exempt        | Exempt    | 6 min 06 s 54 | 1 FA         | 6 min 25 s 52 | 4                                   |
| Luca Agamennoni Vincenzo Capelli Pierpaolo Frattini Fabio Infimo Emanuele Liuzzi Mario Paonessa Matteo Stefanini Simone Venier Enrico D’Aniello (barreur) | Huit                             | 5 min 52 s 83 | 4 R    | 6 min 05 s 12 | 5         | NC            | NC           | Pas qualifiés | Pas qualifiés                       |

Femmes
| Athlète                           | Compétition                 | Séries        | Séries | Repêchage     | Repêchage | Demi-finales  | Demi-finales | Finale        | Finale |
| Athlète                           | Compétition                 | Temps         | Rang   | Temps         | Rang      | Temps         | Rang         | Temps         | Rang   |
| --------------------------------- | --------------------------- | ------------- | ------ | ------------- | --------- | ------------- | ------------ | ------------- | ------ |
| Sara Bertolasi Alessandra Patelli | Deux de couple              | 7 min 13 s 06 | 4 R    | 7 min 58 s 89 | 2 SA/B    | 7 min 45 s 44 | 6 FB         | 7 min 24 s 51 | 11     |
| Laura Milani Valentina Rodini     | Deux de couple poids légers | 7 min 09 s 12 | 4 R    | 8 min 03 s 03 | 3 SC/D    | 8 min 11 s 21 | 1 FC         | 7 min 36 s 64 | 13     |

## Badminton
| Athlète           | Compétition  | Phase de groupes           | Phase de groupes              | Phase de groupes | Phase de groupes | 1/8e de finale   | Quarts de finale | Demi-finales     | Finale           | Finale   |
| Athlète           | Compétition  | Adversaire Score           | Adversaire Score              | Adversaire Score | Rang             | Adversaire Score | Adversaire Score | Adversaire Score | Adversaire Score | Rang     |
| ----------------- | ------------ | -------------------------- | ----------------------------- | ---------------- | ---------------- | ---------------- | ---------------- | ---------------- | ---------------- | -------- |
| Jeanine Cicognini | Simple dames | battue par Bae 11-21, 8-21 | battue par Bayrak 14-21, 9-21 | NC               | 3e Gr. I         | Éliminée         | Éliminée         | Éliminée         | Éliminée         | Éliminée |

## Boxe
Sont qualifiés : Valentino Manfredonia 81 kg, Clemente Russo 91 kg, Vincenzo Mangiacapre 69 kg, Manuel Cappai 49 kg, Irma Testa 60 kg, Guido Vianello +91 kg.

## Canoë-kayak

### Slalom
|                     | Compétition | Éliminatoires | Éliminatoires | Éliminatoires | Éliminatoires | Éliminatoires | Éliminatoires | Demi-finales | Demi-finales | Finale   | Finale |
| Course 1            | Compétition | Rang          | Course 2      | Rang          | Total         | Rang          | Résultat      | Rang         | Résultat     | Rang     |        |
| ------------------- | ----------- | ------------- | ------------- | ------------- | ------------- | ------------- | ------------- | ------------ | ------------ | -------- | ------ |
| Giovanni De Gennaro | K1 hommes   | 86 s 85       | 1             | 90 s 74       | 9             | 86 s 85       | 1 Q           | 95 s 59      | 9 Q          | 91 s 77  | 7      |
| Stefanie Horn       | K1 femmes   | 106 s 90      | 7             | 99 s 07       | 1             | 99 s 07       | 1 Q           | 108 s 30     | 8 Q          | 107 s 22 | 8      |

## Cyclisme

### Cyclisme sur route
Hommes
| Athlète          | Compétition     | Temps | Rang |
| ---------------- | --------------- | ----- | ---- |
|                  | Course en ligne |       |      |
| Contre-la-montre |                 |       |      |
|                  | Course en ligne |       |      |
| Contre-la-montre |                 |       |      |
|                  | Course en ligne |       |      |
|                  |                 |       |      |
|                  |                 |       |      |

Femmes
| Athlète              | Compétition      | Temps           | Rang |
| -------------------- | ---------------- | --------------- | ---- |
| Elisa Longo Borghini | Course en ligne  | 3 h 51 min 27 s | 3e   |
| Elisa Longo Borghini | Contre-la-montre | 44 min 51 s 94  | 5e   |
| Tatiana Guderzo      | Course en ligne  | 3 h 53 min 46 s | 14e  |
| Elena Cecchini       | Course en ligne  | 3 h 56 min 34 s | 20e  |
| Giorgia Bronzini     | Course en ligne  | 4 h 01 min 33 s | 42e  |

### Cyclisme sur piste
Keirin
| Athlète        | Compétition   | 1er tour | Repêchage | 2e tour | Finale |
| Athlète        | Compétition   | Rang     | Rang      | Rang    | Rang   |
| -------------- | ------------- | -------- | --------- | ------- | ------ |
| Francesco Ceci | Keirin hommes |          |           |         |        |

Poursuite
| Athlète | Compétition                  | Qualification | Qualification | Demi-finales        | Demi-finales | Finale              | Finale |
| Athlète | Compétition                  | Temps         | Rang          | Adversaire Résultat | Rang         | Adversaire Résultat | Rang   |
| ------- | ---------------------------- | ------------- | ------------- | ------------------- | ------------ | ------------------- | ------ |
|         | Poursuite par équipes femmes |               |               |                     |              |                     |        |

Omnium
| Athlète      | Compétition   | Scratch | Poursuite | Poursuite | Élimination | Contre-la-montre | Contre-la-montre | Tour lancé | Tour lancé | Course aux points | Course aux points | Total | Rang |
| Athlète      | Compétition   | Rang    | Temps     | Rang      | Rang        | Temps            | Rang             | Temps      | Rang       | Points            | Rang              | Total | Rang |
| ------------ | ------------- | ------- | --------- | --------- | ----------- | ---------------- | ---------------- | ---------- | ---------- | ----------------- | ----------------- | ----- | ---- |
| Elia Viviani | Omnium hommes |         |           |           |             |                  |                  |            |            |                   |                   |       |      |

### VTT
| Athlète               | Compétition              | Temps | Rang |
| --------------------- | ------------------------ | ----- | ---- |
| Luca Braidot          | Cross-country VTT hommes |       |      |
| Marco Aurelio Fontana | Cross-country VTT hommes |       |      |
| Andrea Tiberi         | Cross-country VTT hommes |       |      |
| Eva Lechner           | Cross-country VTT femmes |       |      |

## Escrime
| Athlète                                                        | Compétition         | 1/32 de finale   | 1/16 de finale      | 1/8 de finale            | Quarts de finale             | Demi-finales     | Match pour la médaille de bronze Matchs de classement 5-8 | Match pour la médaille de bronze Matchs de classement 5-8 | Finale                       | Finale                             |
| Athlète                                                        | Compétition         | Adversaire Score | Adversaire Score    | Adversaire Score         | Adversaire Score             | Adversaire Score | Adversaire Score                                          | Rang                                                      | Adversaire Score             | Rang                               |
| -------------------------------------------------------------- | ------------------- | ---------------- | ------------------- | ------------------------ | ---------------------------- | ---------------- | --------------------------------------------------------- | --------------------------------------------------------- | ---------------------------- | ---------------------------------- |
| Marco Fichera                                                  | Épée individuelle   | NC               | Minobe (JPN) 15-8   | DNA                      | DNA                          | DNA              | DNA                                                       | DNA                                                       | DNA                          | 13e                                |
| Enrico Garozzo                                                 | Épée individuelle   | NC               | Jung (KOR) 15-11    | Park (KOR) 12-15         | DNA                          | DNA              | DNA                                                       | DNA                                                       | DNA                          | 9e                                 |
| Paolo Pizzo                                                    | Épée individuelle   | NC               | Heinzer (SUI) 11-15 | DNA                      | DNA                          | DNA              | DNA                                                       | DNA                                                       | DNA                          | 25e                                |
| Marco Fichera Enrico Garozzo Paolo Pizzo Andrea Santarelli (R) | Épée par équipes    | NC               | NC                  | NC                       | Suisse 45-32                 | Ukraine 45-33    | DNA                                                       | DNA                                                       | France 31-45                 | Médaille d'argent, Jeux olympiques |
| Giorgio Avola                                                  | Fleuret individuel  | NC               | Gómez (MEX) 15-5    | Joppich (GER) 15-13      | Massialas (États-Unis) 14-15 | DNA              | DNA                                                       | DNA                                                       | DNA                          | 6e                                 |
| Andrea Cassarà                                                 | Fleuret individuel  | NC               | Cadot (FRA) 15-14   | Kruse (GBR) 12-15        | DNA                          | DNA              | DNA                                                       | DNA                                                       | DNA                          | 16e                                |
| Daniele Garozzo                                                | Fleuret individuel  | NC               | Ayad (EGY) 15-8     | Abouelkassem (EGY) 15-13 | Toldo (BRA) 15-8             | Safin (RUS) 15-8 | DNA                                                       | DNA                                                       | Massialas (États-Unis) 15-11 | Médaille d'or, Jeux olympiques     |
| Giorgio Avola Andrea Cassarà Daniele Garozzo                   | Fleuret par équipes | NC               | NC                  | NC                       | Brésil 45-27                 | France 30-45     | États-Unis 31-45                                          | États-Unis 31-45                                          | DNA                          | 4e                                 |
| Aldo Montano                                                   | Sabre individuel    | NC               | Ferjani (TUN) 15-11 | Kovalev (RUS) 13-15      | DNA                          | DNA              | DNA                                                       | DNA                                                       | DNA                          | 11e                                |
| Diego Occhiuzzi                                                | Sabre individuel    | NC               | Vũ (VIE) 12-15      | DNA                      | DNA                          | DNA              | DNA                                                       | DNA                                                       | DNA                          | 19e                                |

| Athlète                                       | Compétition        | 1/32 de finale   | 1/16 de finale           | 1/8 de finale         | Quarts de finale   | Demi-finales        | Match pour la médaille de bronze Matchs de classement 5-8 | Match pour la médaille de bronze Matchs de classement 5-8 | Finale                  | Finale                             |
| Athlète                                       | Compétition        | Adversaire Score | Adversaire Score         | Adversaire Score      | Adversaire Score   | Adversaire Score    | Adversaire Score                                          | Rang                                                      | Adversaire Score        | Rang                               |
| --------------------------------------------- | ------------------ | ---------------- | ------------------------ | --------------------- | ------------------ | ------------------- | --------------------------------------------------------- | --------------------------------------------------------- | ----------------------- | ---------------------------------- |
| Rossella Fiamingo                             | Épée individuelle  | NC               | Mackinnon (CAN) 15-8     | Kong (HKG) 15-11      | Choi (KOR) 15-8    | Sun (CHN) 12-11     | DNA                                                       | DNA                                                       | Szász (HUN) 13-15       | Médaille d'argent, Jeux olympiques |
| Elisa Di Francisca                            | Fleuret individuel | NC               | Lin (HKG) 15-8           | Łyczbińska (POL) 15-6 | Liu (CHN) 15-10    | Boubakri (TUN) 12-9 | DNA                                                       | DNA                                                       | Deriglazova (RUS) 11-12 | Médaille d'argent, Jeux olympiques |
| Arianna Errigo                                | Fleuret individuel | NC               | Đỗ (VIE) 15-9            | Harvey (CAN) 11-15    | DNA                | DNA                 | DNA                                                       | DNA                                                       | DNA                     | 9e                                 |
| Rossella Gregorio                             | Sabre individuel   | NC               | Komachtchouk (UKR) 14-15 | DNA                   | 21e                |                     |                                                           |                                                           |                         |                                    |
| Loreta Gulotta                                | Sabre individuel   | NC               | Socha (POL) 15-10        | Kim (KOR) 15-13       | Kharlan (UKR) 4-15 | DNA                 | DNA                                                       | DNA                                                       | DNA                     | 8e                                 |
| Irene Vecchi                                  | Sabre individuel   | NC               | Lembach (FRA) 11-15      | DNA                   | DNA                | DNA                 | DNA                                                       | DNA                                                       | DNA                     | 22e                                |
| Rossella Gregorio Loreta Gulotta Irene Vecchi | Sabre par équipes  | NC               | NC                       | NC                    | France 45-36       | Ukraine 42-45       | États-Unis 30-45                                          | DNA                                                       | DNA                     | 4e                                 |

## Natation
L'équipe est composée de 35 noms : Federica Pellegrini, Ilaria Bianchi, Martina Carraro, Alessia Polieri, Erika Ferraioli, Silvia Di Pietro, Alice Mizzau, Stefania Pirozzi, Chiara Masini Luccetti, Diletta Carli, Sara Franceschi, Aglaia Pezzato, Carlotta Zofkova, Arianna Castiglioni, Margherita Panziera, Martina De Memme, Luisa Trombetti. — Luca Dotto, Federico Bocchia, Gabriele Detti, Gregorio Paltrinieri, Simone Sabbioni, Matteo Rivolta, Piero Codia, Federico Turrini, Luca Marin, Andrea M. D’Arrigo, Andrea Toniato, Marco Belotti, Alex Di Giorgio, Luca Leonardi, Filippo Magnini, Michele Santucci, Marco Orsi, Luca Pizzini.
| Athlète                                                             | Épreuve         | Séries        | Séries | Demi-finales | Demi-finales | Finale        | Finale   |
| Athlète                                                             | Épreuve         | Temps         | Rang   | Temps        | Rang         | Temps         | Rang     |
| ------------------------------------------------------------------- | --------------- | ------------- | ------ | ------------ | ------------ | ------------- | -------- |
| Ilaria Bianchi                                                      | 100 m papillon  | 58 s 48       | 20     | Éliminée     | Éliminée     | Éliminée      | Éliminée |
| Luisa Trombetti                                                     | 400 m 4 nages   | 4 min 45 s 52 | 26e    | NC           | NC           | Éliminée      | Éliminée |
| Sara Franceschi                                                     | 400 m 4 nages   | 4 min 48 s 48 | 30e    | NC           | NC           | Éliminée      | Éliminée |
| Erika Ferraioli Silvia Di Pietro Aglaia Pezzato Federica Pellegrini | 4 × 100 m libre | 3 min 35 s 90 | 4e Q   | NC           | NC           | 3 min 36 s 78 | 6e       |

| Athlète          | Épreuve       | Séries        | Séries | Demi-finales | Demi-finales | Finale        | Finale                              |
| Athlète          | Épreuve       | Temps         | Rang   | Temps        | Rang         | Temps         | Rang                                |
| ---------------- | ------------- | ------------- | ------ | ------------ | ------------ | ------------- | ----------------------------------- |
| Luca Marin       | 400 m 4 nages | 4 min 17 s 88 | 16e    | NC           | NC           | Éliminé       | Éliminé                             |
| Federico Turrini | 400 m 4 nages | 4 min 18 s 39 | 20e    | NC           | NC           | Éliminé       | Éliminé                             |
| Gabriele Detti   | 400 m libre   | 3 min 43 s 95 | 3e     | NC           | NC           | 3 min 43 s 49 | Médaille de bronze, Jeux olympiques |
| Andrea Toniato   | 100 m brasse  | 1 min 00 s 45 | 22e    | Éliminé      | Éliminé      | Éliminé       | Éliminé                             |

## Tir à l'arc
| Athlète                                        | Compétition | Tour préliminaire | Tour préliminaire | 1er tour                       | 2e tour                           | 3e tour                   | Quarts de finale                       | Demi-finales     | Match pour la médaille de bronze | Match pour la médaille de bronze | Finale           | Finale |
| Athlète                                        | Compétition | Score             | Rang              | Adversaire Score               | Adversaire Score                  | Adversaire Score          | Adversaire Score                       | Adversaire Score | Adversaire Score                 | Rang                             | Adversaire Score | Rang   |
| ---------------------------------------------- | ----------- | ----------------- | ----------------- | ------------------------------ | --------------------------------- | ------------------------- | -------------------------------------- | ---------------- | -------------------------------- | -------------------------------- | ---------------- | ------ |
| David Pasqualucci                              | Individuel  | 685               | 3e                | Bat Areneo David 6 - 0         | Battu par Antonio Fernández 2 - 6 | non qualifié              | non qualifié                           | non qualifié     | non qualifié                     | non qualifié                     | non qualifié     | 28e    |
| Mauro Nespoli                                  | Individuel  | 671               | 16e               | Bat Muhammad Wijayai 7 - 3     | Bat Sultan Duzelbayev 6 - 0       | Bat Riau Ega Agatha 6 - 0 | Battu par Jean-Charles Valladont 5 - 6 | non qualifié     | non qualifié                     | non qualifié                     | non qualifié     | 6e     |
| Marco Galiazzo                                 | Individuel  | 651               | 47e               | Battu par Crispin Duenas 5 - 6 | non qualifié                      | non qualifié              | non qualifié                           | non qualifié     | non qualifié                     | non qualifié                     | non qualifié     | 48e    |
| David Pasqualucci Mauro Nespoli Marco Galiazzo | Par équipes | 2007              | 3e                | Battu par Chine 0 - 6          | non qualifiés                     | non qualifiés             | non qualifiés                          | non qualifiés    | non qualifiés                    | non qualifiés                    | non qualifiés    | 9e     |

| Athlète                                         | Compétition | Tour préliminaire | Tour préliminaire | 1er tour                         | 2e tour                         | 3e tour                 | Quarts de finale | Demi-finales     | Match pour la médaille de bronze | Match pour la médaille de bronze | Finale           | Finale |
| Athlète                                         | Compétition | Score             | Rang              | Adversaire Score                 | Adversaire Score                | Adversaire Score        | Adversaire Score | Adversaire Score | Adversaire Score                 | Rang                             | Adversaire Score | Rang   |
| ----------------------------------------------- | ----------- | ----------------- | ----------------- | -------------------------------- | ------------------------------- | ----------------------- | ---------------- | ---------------- | -------------------------------- | -------------------------------- | ---------------- | ------ |
| Lucilla Boari                                   | Individuel  | 651               | 7e                | Battue par Alice Ingley 1 - 7    | non qualifiée                   | non qualifiée           | non qualifiée    | non qualifiée    | non qualifiée                    | non qualifiée                    | non qualifiée    | 36e    |
| Guendalina Sartori                              | Individuel  | 648               | 13e               | Bat Carolina Aguirre 6 - 0       | Battue par Deepika Kumari 2 - 6 | non qualifiée           | non qualifiée    | non qualifiée    | non qualifiée                    | non qualifiée                    | non qualifiée    | 31e    |
| Claudia Mandia                                  | Individuel  | 612               | 46e               | Battue par Mackenzie Brown 4 - 6 | non qualifiée                   | non qualifiée           | non qualifiée    | non qualifiée    | non qualifiée                    | non qualifiée                    | non qualifiée    | 47e    |
| Lucilla Boari Guendalina Sartori Claudia Mandia | Par équipes | 1911              | 6e                | Bat Brésil 5 - 0                 | Bat Chine 5 - 4                 | Battue par Russie 3 - 5 | non qualifiée    | non qualifiée    | non qualifiée                    | non qualifiée                    | non qualifiée    | 4e     |

## Volley-ball

### Tournoi masculin
L'équipe d'Italie de volley-ball se qualifie pour les Jeux en tant que finaliste de la Coupe du monde de volley-ball masculin 2015.
L'équipe est communiquée le 18 juillet 2016 : Pasquale Sottile, Simone Giannelli, Matteo Piano, Simone Buti, Emanuele Birarelli, Oleg Antonov, Osmany Juantorena, Filippo Lanza, Ivan Zaytsev, Luca Vettori, Massimo Colaci, Salvatore Rossini. Entraineur : Gianlorenzo Blengini.

### Beach volley
- Adrian Carambula
- Alex Ranghieri

### Tournoi féminin
L'équipe d'Italie de volley-ball féminin se qualifie pour les Jeux en remportant le tournoi de qualification olympique de Tokyo en mai 2016.

## Water-polo

### Tournoi masculin
L'équipe d'Italie de water-polo masculin se qualifie pour les Jeux en terminant dans le top 4 du tournoi de qualification olympique en avril 2016.

### Tournoi féminin
L'équipe d'Italie de water-polo féminin se qualifie pour les Jeux en terminant deuxième du tournoi de qualification olympique en mars 2016.